# Groenkloof
Groenkloof (gouffre vert en afrikaans) est un quartier de la ville de Pretoria en Afrique du Sud.
Quartier résidentiel aisé situé au sud-est du centre ville, il abrite de nombreuses ambassades et services diplomatiques étrangers (Japon, Corée du Sud ...).

## Origines
Groenkloof est le nom de la ferme de Lucas Cornelis Bronkhorst qui s'était installé à cet endroit vers 1839-1840 (Grand Trek). Sur le domaine foncier de la ferme d'Elandspoort et sur celui de Groenkloof se constituent progressivement, dans les décennies suivantes, et par portion, la ville de Pretoria et de ses faubourgs.
Le secteur du quartier de Groenkloof fut établi et incorporé à Pretoria en 1945.

## Localisation

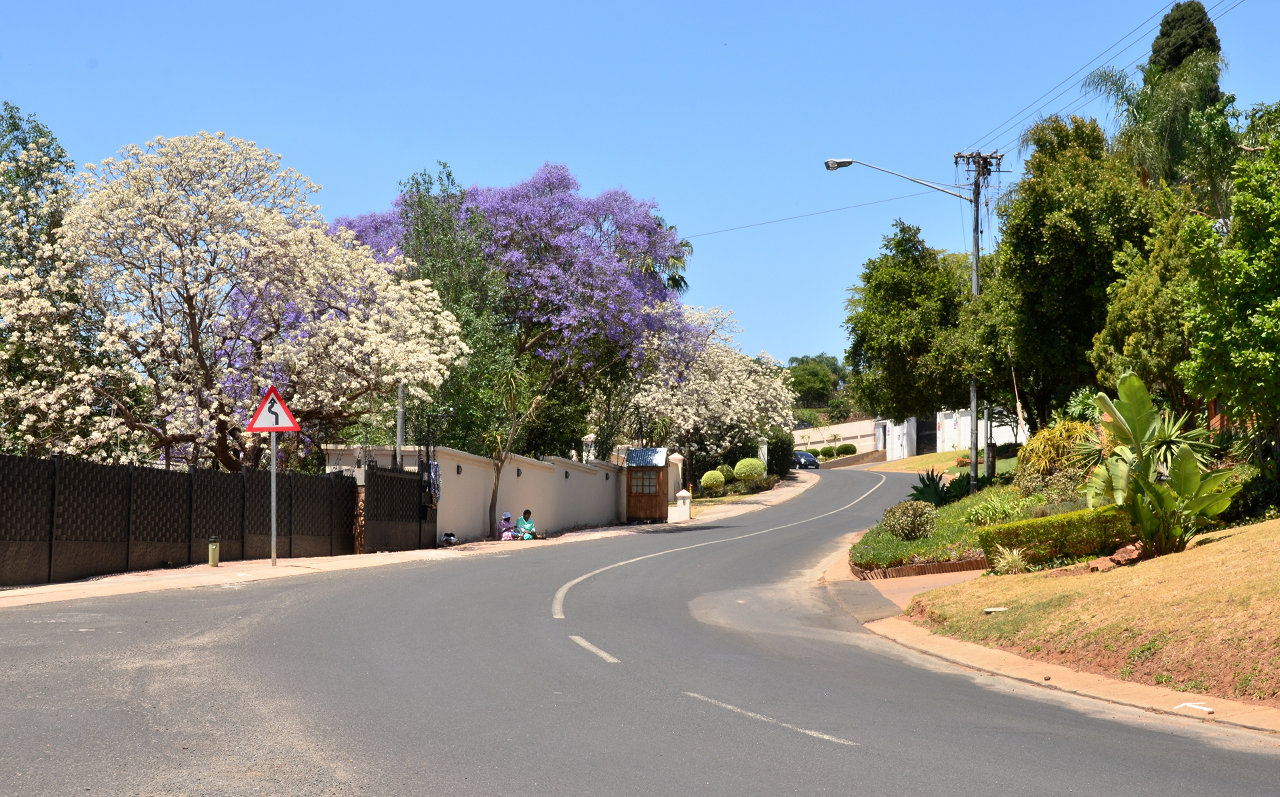
Herbert Baker street

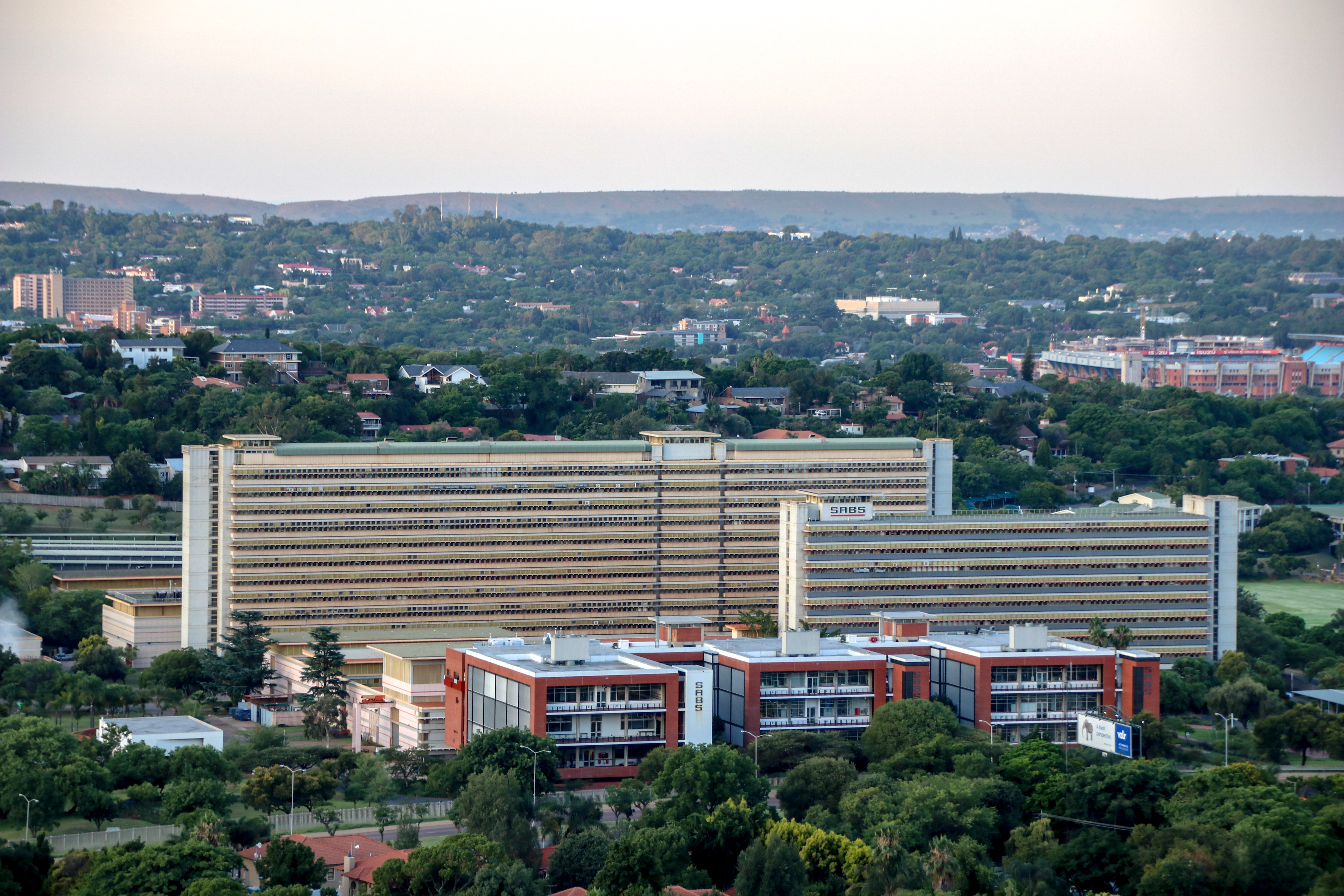
Siège du South African Bureau of Standards, Lategan Road, quartier de Groenkloof

Situé à l'ouest de New Muckleneuk, de Bailey's Muckleneuk et de Waterkloof ainsi qu'au sud de Lukasrand, Groenkloof est un quartier délimité, pour sa partie urbaine, à l'est par Koningin Wilhelmina Avenue, au nord par George Storrar Drive et Sibelius Str, au sud et à l'ouest par Herbert Baker Str.
Fort Klapperkop, accessible au sud-ouest par la M7, la R21 puis Johan Rissik Drive et la Groenkloof Nature Reserve, accessible par la R21 et la M18, sont situés dans la zone rurale du quartier, au sud-ouest de Herbert Baker Str.
Les voies principales de Groenkloof sont Herbert Baker Str, Van Wouw Str, Wenning Str et Frans Oerder Str.

## Démographie
Selon le recensement de 2011, Groenkloof comprend plus de 4 946 résidents, principalement issu de la communauté blanche (59,4 %).
Les noirs représentent 33,7 % des habitants tandis que les Coloureds et les indiens représentent un peu plus de 2 % des résidents.
Les habitants sont à 44,2 % de langue maternelle afrikaans, à 40,5 % de langue maternelle anglaise, à 3,2 % de langue maternelle Setswana et à 3,2 % de langue maternelle Sepedi.

## Politique
Le quartier de Groenkloof est dominée politiquement par l'Alliance démocratique. Lors des élections générales sud-africaines de 2014, l'Alliance démocratique a remporté 71,67 % des suffrages dans la circonscription électorale devançant le congrès national africain (17,06 %) et le front de la liberté (3,88%).